# Liste der Stolpersteine in Heringsdorf
Die Liste der Stolpersteine in Heringsdorf enthält alle Stolpersteine, die im Rahmen des gleichnamigen Projekts von Gunter Demnig in Heringsdorf verlegt wurden. Mit ihnen soll Opfern des Nationalsozialismus gedacht werden, die in Heringsdorf lebten und wirkten. Am 22. Oktober 2014 wurden insgesamt sieben Stolpersteine an zwei Adressen verlegt. Eine Woche nach der Verlegung wurden die Stolpersteine mit Farbe beschmiert. Seit dem Jahr 2015 findet jährlich am 13. Februar, dem Datum der Deportation ab Stettin, eine Gedenkveranstaltung an den Stolpersteinen statt.

## Verlegte Stolpersteine
| Bild | Person, Inschrift                                                                                   | Adresse           | Verlegedatum  | Anmerkung |
| ---- | --------------------------------------------------------------------------------------------------- | ----------------- | ------------- | --- |
|      | Hier wohnte Erich Saulmann Jg. 1899 ’Schutzhaft’ 1938 Sachsenhausen deportiert 1940 Piaski ermordet | Friedensstraße 17 | 22. Okt. 2014 | Erich Saulmann wurde am 14. Januar 1899 in Heringsdorf geboren. Er war mit Elisabeth Saulmann verheiratet und hatte mit ihr drei Kinder. Familie Saulmann betrieb in Heringsdorf ein Kaufhaus für Textilien und Mode. Am 12. Februar 1940 wurde die Familie über Stettin in das Ghetto Piaski deportiert. Von der Verkündung bis zum Beginn der Deportation blieben ihnen nur zwei Stunden Zeit. Überlebt von der Familie hat niemand. Der Deportationszug ab Stettin startete am 13. Februar 1940 und benötigte dreieinhalb Tage für die Fahrt. Am Bahnhof Lublin wurde die Familie dem Ghetto Piaski zugeteilt. |
|      | Hier wohnte Elisabeth Saulmann geb. Reihs Jg. 1906 deportiert 1940 Piaski ermordet                  | Friedensstraße 17 | 22. Okt. 2014 | Elisabeth Saulmann wurde am 25. Januar 1906 als Elisabeth Reihs in Teplice-Sanov geboren. Sie war mit dem Kaufmann Erich Saulmann verheiratet und hatte mit ihm drei Kinder. Am 12. Februar 1940 wurde die Familie über Stettin in das Ghetto Piaski deportiert. |
|      | Hier wohnte Ilse Rose Saulmann Jg. 1928 deportiert 1940 Piaski ermordet                             | Friedensstraße 17 | 22. Okt. 2014 | Ilse Rose Saulmann wurde am 29. Mai 1928 als Tochter von Erich und Elisabeth Saulmann in Swinemünde geboren. Am 12. Februar 1940 wurde die Familie über Stettin in das Ghetto Piaski deportiert. Ilse Rose Saulmann war zu diesem Zeitpunkt elf Jahre alt. |
|      | Hier wohnte Hilde Ruth Saulmann Jg. 1930 deportiert 1940 Piaski ermordet                            | Friedensstraße 17 | 22. Okt. 2014 | Hilde Ruth Saulmann wurde am 2. August 1930 als Tochter von Erich und Elisabeth Saulmann in Swinemünde geboren. Am 12. Februar 1940 wurde die Familie über Stettin in das Ghetto Piaski deportiert. Hilde Ruth Saulmann war zu diesem Zeitpunkt neun Jahre alt. |
|      | Hier wohnte Eva Karla Saulmann Jg. 1936 deportiert 1940 Piaski ermordet                             | Friedensstraße 17 | 22. Okt. 2014 | Eva-Karla Saulmann wurde am 6. März 1936 als Tochter von Erich und Elisabeth Saulmann in Heringsdorf geboren. Am 12. Februar 1940 wurde die Familie über Stettin in das Ghetto Piaski deportiert. Eva-Karla Saulmann war zu diesem Zeitpunkt drei Jahre alt und wäre im März vier geworden. |
|      | Hier wohnte Siegmund Pörutz Jg. 1874 deportiert 1940 Piaski ermordet 2.12.1941                      | Friedensstraße 19 | 22. Okt. 2014 | Siegmund Pörutz wurde am 18. April 1874 in Anklam geboren. Die Geschwister Pörutz betrieben in Heringsdorf einen Verlag mit Druckerei. Am 12. Februar 1940 wurde er mit seiner Schwester zusammen über Stettin in das Ghetto Piaski deportiert. Er starb dort am 2. Dezember 1941. |
|      | Hier wohnte Margarete Pörutz Jg. 1880 deportiert 1940 Piaski ermordet 16.8.1940                     | Friedensstraße 19 | 22. Okt. 2014 | Margarete Pörutz wurde am 27. März 1880 in Anklam geboren. Am 12. Februar 1940 wurde sie mit ihrem Bruder zusammen über Stettin in das Ghetto Piaski deportiert. Sie starb dort am 16. August 1940. |

Geplant ist die Verlegung weiterer Stolpersteine für Elise und Alfred Saulmann.